# Plaza de Armas de Manila
La plaza de Armas de Manila es una plaza pública en Intramuros, Manila. Es una de las dos plazas principales de Intramuros, la otro es la plaza de Roma (también llamada "plaza de Armas" en un momento de su historia), y es la plaza central del Fuerte Santiago. Se encuentra al norte de la Plaza Moriones (que no debe confundirse con la Plaza Moriones en Tondo), una plaza grande fuera de Fuerte Santiago, que una vez fue un paseo militar antes de su cierre en el terremoto de 1863 que devastó a Manila. Actualmente, la plaza es un espacio verde abierto rodeado de árboles. En el lado oeste de la plaza está el Santuario de Rizal, erigido en honor de José Rizal, quien fue encarcelado allí antes de su ejecución en 1896, cuando el edificio fue seguía siendo utilizado como cuartel militar.